# Eerste divisie (vrouwenhandbal) 2003/04
De Eerste divisie is de op een na hoogste afdeling van het Nederlandse handbal bij de vrouwen op landelijk niveau. In het seizoen 2003/2004 werd AAC 1899 kampioen en promoveerde naar de eredivisie. Naast AAC 1899 promoveerde Zondagsnieuws/BFC ook naar de eredivisie. PSV en V en S degradeerde naar de hoofdklasse.

## Teams
| Club                    | Plaats       | Provincie     | Hal              |
| ----------------------- | ------------ | ------------- | ---------------- |
| AAC 1899                | Arnhem       | Gelderland    | Rijkerswoerd     |
| Zondagsnieuws/BFC       | Beek         | Limburg       | De Haamen        |
| Brouwers/Dalfsen        | Dalfsen      | Overijssel    | de Trefkoele     |
| DES '72                 | Papendrecht  | Zuid-Holland  | De Donck         |
| Fortissimo              | Cothen       | Utrecht       | Rijnsloot        |
| HCV '90                 | Velsen-Noord | Noord-Holland | Kinheimhal       |
| PSV                     | Eindhoven    | Noord-Brabant | Achtste Barrier  |
| Van der Voort Quintus 2 | Kwintsheul   | Zuid-Holland  | van der Voorthal |
| Axias/Tachos            | Waalwijk     | Noord-Brabant | Taxandriahal     |
| UDSV                    | Zuilen       | Utrecht       | de Dreef         |
| V en S                  | Groningen    | Groningen     | Lewenborg        |
| Westsite                | Amsterdam    | Noord-Holland | Ookmeerhal       |
| Z.A.P.                  | Breezand     | Noord-Holland | Zwaluwvluchthal  |
| ASKO/Zwaluwen '30       | Hoorn        | Noord-Holland | Zwaluwen '30hal  |

## Stand
| Pos | Club                    | Wed | W  | G | V  | Ptn | DV  | DT  | +/−  | Opmerking                                |
| --- | ----------------------- | --- | -- | - | -- | --- | --- | --- | ---- | ---------------------------------------- |
| 1   | AAC 1899                | 26  | 22 | 0 | 4  | 44  | 678 | 529 | 149  | Rechtstreekse promotie naar eredivisie   |
| 2   | Fortissimo              | 26  | 20 | 3 | 3  | 43  | 649 | 501 | 148  | gekwalificeerd voor periodekampioenschap |
| 3   | Axias/Tachos            | 26  | 20 | 3 | 3  | 43  | 649 | 501 | 148  | gekwalificeerd voor periodekampioenschap |
| 4   | Zondagsnieuws/BFC       | 26  | 20 | 3 | 3  | 43  | 649 | 501 | 148  | gekwalificeerd voor periodekampioenschap |
| 5   | HCV '90                 | 26  | 15 | 1 | 10 | 31  | 603 | 554 | 49   | gekwalificeerd voor periodekampioenschap |
| 6   | Westsite                | 26  | 13 | 2 | 11 | 28  | 593 | 552 | 41   |                                          |
| 7   | Brouwers/Dalfsen        | 26  | 13 | 1 | 12 | 27  | 676 | 656 | 20   |                                          |
| 8   | Van der Voort Quintus 2 | 26  | 13 | 0 | 13 | 26  | 603 | 566 | 37   |                                          |
| 9   | UDSV                    | 26  | 11 | 1 | 14 | 23  | 593 | 573 | 20   |                                          |
| 10  | DES '72                 | 26  | 10 | 2 | 14 | 22  | 600 | 610 | -10  |                                          |
| 11  | Z.A.P.                  | 26  | 11 | 0 | 15 | 22  | 573 | 607 | -34  |                                          |
| 12  | ASKO/Zwaluwen '30       | 26  | 6  | 0 | 20 | 12  | 559 | 661 | -102 |                                          |
| 13  | V en S                  | 26  | 4  | 0 | 22 | 8   | 515 | 665 | -150 | Degradatie naar Hoofdklasse              |
| 14  | PSV                     | 26  | 0  | 0 | 26 | 0   | 335 | 779 | -444 | Degradatie naar Hoofdklasse              |

## Periodekampioenschap

### Teams
| Positie                  | Team              |
| ------------------------ | ----------------- |
| Vervanger eerste periode | HCV '90           |
| Winnaar tweede periode   | Zondagsnieuws/BFC |
| Winnaar derde periode    | Fortissimo        |
| Vervanger vierde periode | Axias/Tachos      |

### Stand
| Pos | Club              | Wed | W | G | V | Ptn | DV  | DT  | +/− | Opmerking                     |
| --- | ----------------- | --- | - | - | - | --- | --- | --- | --- | ----------------------------- |
| 1   | Zondagsnieuws/BFC | 6   | 4 | 1 | 1 | 9   | 146 | 132 | 14  | Promotie/degradatie wedstrijd |
| 2   | Axias/Tachos      | 6   | 3 | 0 | 3 | 6   | 141 | 135 | 6   |                               |
| 3   | HCV '90           | 6   | 2 | 1 | 3 | 5   | 128 | 142 | -14 |                               |
| 4   | Fortissimo        | 6   | 2 | 0 | 4 | 4   | 118 | 124 | -6  |                               |

### Promotie/degradatie wedstrijd
| 22 mei 2004 | Zondagsnieuws/BFC | 33 - 25 | Groene Ster |

- Zondagsnieuws/BFC promoveert naar de eredivisie. Groene Ster degradeert uit de eredivisie en speelt het seizoen daarop in de eerste divisie.